# Gabriel Markus
Gabriel Markus (* 31. März 1970 in Buenos Aires) ist ein ehemaliger argentinischer Tennisspieler.

## Karriere
In den Jahren 1985/1986 rangierte er in der Juniorenrangliste seines Heimatlandes an zweiter Position. 1987 erreichte er bei den French Open der Junioren das Viertelfinale. Im März des Folgejahres wurde er sodann Profi. 1992 gewann er den Einzeltitel beim Turnier in Nizza. Auf dem Weg zum Gesamtsieg schaltete er im Halbfinale Pete Sampras aus und bezwang im Finale den Spanier Javier Sánchez. Im selben Jahr konnte er in der Doppel-Konkurrenz in Maceio an der Seite von John Sobel einen weiteren Turniersieg verbuchen. Seine höchste Karriere-Platzierung in der Tennis-Weltrangliste im Einzel erreichte Markus am 27. Juli 1992 mit dem 36. Platz. In der Doppel-Wertung war er am 19. Oktober 1992 auf Rang 178 gelistet. Markus wurde unter anderem vom ehemaligen Becker-Trainer Günther Bosch trainiert.